# Municipalità locale di Umjindi
La municipalità locale di Umjindi (in inglese Umjindi Local Municipality) è stata una municipalità locale del Sudafrica appartenente alla municipalità distrettuale di Ehlanzeni, nella provincia di Mpumalanga. In base al censimento del 2001 la sua popolazione era di 53 744 abitanti.
È stata soppressa nel 2016, quando è confluita nella Municipalità locale di Mbombela.
Il suo territorio si estendeva su una superficie di 1.745 km² ed era suddiviso in 7 circoscrizioni elettorali (wards). Il suo codice di distretto era MP323.

## Geografia fisica

### Confini
La municipalità locale di Umjindi confinava a nord e a ovest con quella di Mbombela, a sud e a ovest con quella di Albert Luthuli (Gert Sibande), a est con quella di Nkomazi e a est con lo Swaziland.

### Città e comuni
- Avoca
- Barberton
- Barberton Nature Reserve
- Bonanza Gold Mine
- eMjindini
- Eureka
- Fairview Mine
- Honeybird
- Jambila
- Louw's Creek
- Noordkaap
- Sheba Mine
- Umjindi
- Verulum

### Fiumi
- Kaap
- Mlumati
- Mtsoli
- Noordkaap
- Suidkaap
- Ugutugulo

### Dighe
- Shiyalongubo Dam